# 酷儿理论
酷儿理论（英語：Queer theory）是一种1980年代初在美国形成的文化理论。它批判性地研究生理的性別決定系統(生理性別為男性的人，天生具有理性、強壯、主動等特性，即「陽剛氣質」(masculinity)；生理性別為女性的人，天生具有感性、脆弱、被動等特性，即「陰柔氣質」)、社会的性别角色和性取向。酷儿理论认为性別認同和性取向不是“天然”的，而是通过社会和文化过程形成的。酷儿理论使用解構主義、後結構主義、话语分析和性别研究等手段来分析和解构性别认同、权力形式和常规。米歇尔·福柯、朱迪斯·巴特勒、伊芙·科索夫斯基·赛菊寇和迈克尔·华纳等是酷儿理论的重要理论家和先驱。把酷儿理论应用到各种学科的研究被称为酷儿研究。
新一代的酷儿理论不仅解构社會性別，而且还分析文化的各个方面，但是在这个过程中总是联系到性别和性别角色，尤其是批评其中的压迫成分。在这个过程中酷儿这个概念不断被重新定义，来扩展它的含义，扩大它包含的人群。但是正是由于这个概念定义的不清晰性和任意性，它也受到各种不同团体的批评。
酷儿理论的一个中心内容是语言哲学和言語行為理論。酷儿理论这个名词本身就是把本来贬义的酷兒这个词使用到另外一个背景中。
酷兒理論對這種性別刻板印象進行了批判性結構，將生理性別(sex)與社會性別(gender)區分。

## 前奏
一名重要的，但是被许多英语学者忽略的先驱是马格努斯·赫希菲尔德。1900年赫希菲尔德从生理学和医学的角度来研究和否定性别的两分。从1931年开始瑪格麗特·米德通过研究不同的文化证明性别角色的多样性。后来米歇尔·福柯在他的《性史》中提出把性别两分的思想以及对同性恋和性快感的意识完全是由于社会和历史条件产生的，不是天然的。

## 解构主义和自我定义
酷儿理论最重要的手段是解構主義。酷儿这个概念的开放性源于（解构主义）实践，它寻找被排除在外的，并不断通过结合本来在外的人群来扩充自己。虽然如此这个概念有一定的范围。酷儿理论认为一个人应该自己定义自己，而这个自我定义是唯一合理的个人身份定义。

## 批评对象

### 身份政治
酷儿理论的一个根源在于1980年代的艾滋病运动。当时的同性恋组织（如同性恋解放阵线）代表的身份政治在实践中被证明不合用。受艾滋病威胁的不仅仅是同性恋者，而且还有其他少数人群，比如自认为是异性恋的男男性接触者以及性工作者及他們的客戶，共用針頭者及血液垂直感染等等。针对身份的艾滋病启蒙运动无法包括这些非常不同的人群（而且往往他们自己并不把自己规入一个人群）。
在1980年代和1990年代初的本质主义与解构主义之间的争论中形成了一个新的意识，即身份政治过时了，自然科学也支持解构主义的观点，因此身份政治被扩充：假如一个人没有本质的话，那么典型的同性恋者也不存在。这个在原来被看作是统一的同性恋人群中出现的新发展认为，民族、社會階層或者宗教等因素同样是一个人的身份的一部分，并且扩充一个人的身份。在一个友好的环境中（社会宽容，法律平等）这些不同的人群不必形成一个统一的群体，而可以每个人发挥自己的意志和爱好。在这种情况下同性恋人群内部不同的意识形态和间接就明显暴露出来了，因此过去的身份定义不再满足新的需要，新的定义必须取而代之。
米歇尔·福柯和大卫·哈珀林通过把性别、性别角色和性行为历史化为对传统身份政治的批评提供了另一个理由。在历史上同性恋不总是像今天人们想象中的现象，随不同社会条件和思想的不同对这个概念的想法也不同。在卡尔·亨利希·乌尔利克斯提出对性趋向的压迫的理论之前同性恋者可能觉得自己不正常、在犯罪、不自然或者不舒适，但是他们没有觉得自己被压迫。从历史的角度上来看现代欧洲的性别两分和爱的概念只不过是众多同等的和同样原始的概念，而不是天经地义的和自然的，也就是说现代欧洲的这些理论不是完美无缺的。朱迪斯·巴特勒是最早认识到这一点并开始探讨这一点的作家。她把传统的性别角色说成是主观的意识。她认为虽然身份是社会形成的，但是它也不是任意的，一个人不能像换衣服一样每天戴上另一个身份。
对非酷儿同性恋组织的身份政治的批评不仅来自于理论。多重被歧视的边缘人群（比如黑人女同性恋由于她们的肤色、性别和性趋向被三重歧视）在这些组织内也批评这个政治，这些组织的领导人往往是没有缺陷的男性白人，现在这些多重被歧视的人群开始进入组织的中心。在女权运动中也有类似的趋向，富有的女性白人的领导地位受到挑战，女权运动和酷儿运动内部的角色分配开始扩展。从酷儿、非身份政治的角度出发清洁工和妓女在女权运动内同样占有一席之地，尽管她们的形象不符合被解放的、现代妇女的形象。

### 关于物质性的讨论
一个对酷儿理论经常提出的批评是酷儿理论忽视两个性别这个事实，或者说性别两分的物质性。酷儿理论回避这个问题。但是酷儿理论为什么要基于科学的基础上？巴特勒认为这个理论的优点正在于把“科学认识”（包括自然科学的认识）看作是一种社会认识。物质性的身体只有在社会上下文里才有意义。把人体按照性别来分类本身就是一种社会实践。酷儿理论正是要突出这一点，而不是陷入生物学的理论中去。
尽管如此生物学的发展和成果也可以用来支持酷儿理论：因为许多因素影响性别特征。比如不同染色体上共19个不同的基因控制一个人的性器官形成。也就是说不只是和染色体控制性器官的形成，而是第1、9、11……染色体也有作用。人类的其它许多特征也是这样的，有些是由于激素如雄性激素或者雌性激素来控制的。而雄性和雌性都有这些基因和激素。
在生物学和医学中许多不同的特征可以用来区分性别：染色体、基因、性腺、激素、内生殖器、外生殖器、教育。估计把所有这些特征综合到一起没有一个人可以说是典型男性或者典型女性的。

### 对科学的批评
酷儿理论批评传统科学忽视现实中的过渡，而是把现实分解为明确的单一体，由此形成了统一的、包罗万象的、可以解释的世界的印象。此外酷儿理论批评科学研究的客观性和万能性。

## 重要代表
莫尼克·維蒂格在她的文章中批评传统和女权主义思想结构中的性别角色，因为它们都是从异性恋的角度出发的，它们都认为世界上有两个明显不同的性别。而实际上性别的界限是模糊的，因为它们是人为的。
朱迪斯·巴特勒继续发展了这个思路，她认为突出女性身体也是这样的一个单调的思路。但是巴特勒的理论也受到批评，因为突出的不只是女性身体，而且这也是一种歧视。
大卫·哈珀林则主要研究同性恋。伊芙·科索夫斯基·赛菊寇、特丽莎·德·劳丽蒂斯和盖尔·鲁宾则重点研究同性恋恐惧症。

## 书籍
- （编辑）1996，纽约 ISBN 0-684-82766-2
- 朱迪斯·巴特勒，1993，
- 米歇尔·福柯，《性史》，1994年 ISBN 2-07-074070-6, ISBN 2-07-074673-9, ISBN 2-07-074674-7
- 莫尼克·維蒂格，1992年， ISBN 0-8070-7917-0